# 東京マラソン2007
| 合計出場選手数           | 30870人            |
| 招待選手数               | 13名               |
| ゲストランナー数         | 11人               |
| マラソン男子優勝者       | ダニエル・ジェンガ |
| マラソン女子優勝者       | 新谷仁美           |
| マラソン車いす男子優勝者 | 副島正純           |

東京マラソン2007（とうきょうマラソン2007、Tokyo Marathon2007）は、2007年（平成19年）2月18日に東京都で行われた東京マラソンである。

## 参加資格
選考会の部（フルマラソン）
2007年世界陸上選手権・マラソン男子日本代表選考基準レース
- 日本陸上競技連盟登記・登録競技者で、申込期日までに日本陸上競技連盟の公認競技会で次の記録を出した男子競技者 
  - フルマラソン：2時間30分以内
  - 30kmロードレース：1時間35分以内
  - ハーフマラソン：1時間07分以内
- 日本陸上競技連盟が推薦する男子競技者

一般参加の部
- フルマラソン：大会当日満18歳以上（高校生除く）で、6時間40分以内に完走できる男女（最大2万5000人）。
- 10km：大会当日満16歳以上で、1時間30分以内に完走できる男女（最大5000人）。

## 様々な試み
計3万人規模の市民ランナーが参加するという日本では前代未聞の規模の市民マラソンを初開催するにあたり、今までにない様々な試みが行われた。これらの多くは第2回以降の大会にも引き継がれている。

### 参加受付

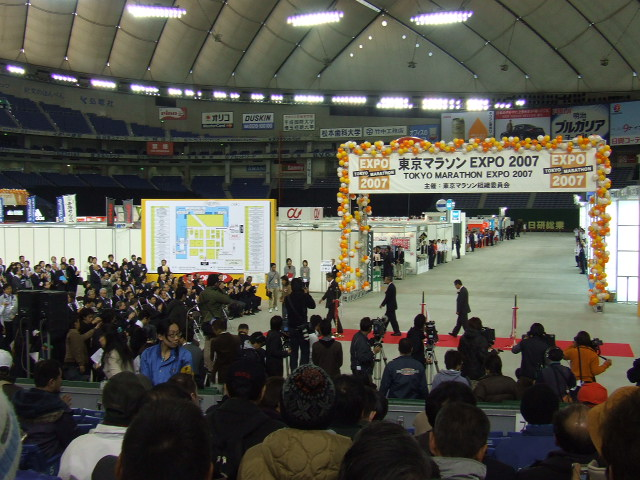
東京ドームで開催された東京マラソンEXPO2007の様子

一般参加の部は前年（2006年）の6月～8月に行われる事前エントリー後の抽選により出場者が決定された。その結果、定員以上の応募があり、倍率の高い抽選となった。また、当日の混乱を避けるため、抽選に当選し申し込みを完了した参加予定者も、マラソン開催前の2007年2月16日・17日に東京ドームで開催されたプレイベント「東京マラソンEXPO」会場内にて受付を済ませてゼッケンを受け取る形となり、大会当日の受付は行なわれない形となった。

### ボランティア

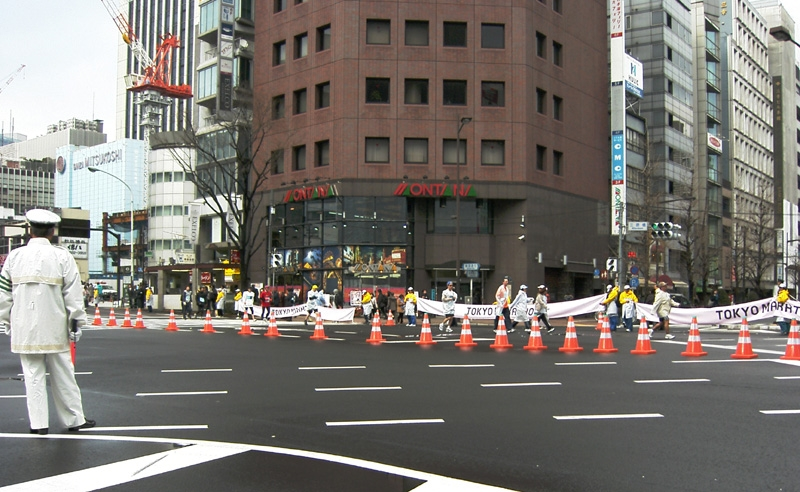
黄色いポンチョを着用してランナーを誘導するボランティア

2007年の東京マラソン運営に関して約1万人の無償ボランティアが参加した。約3万人の市民ランナーを約1万人の市民ボランティア達が支える大会となり、給水所などの市民ランナーへのサポート業務、沿道の見物客の案内・誘導を中心に携わった。また、学生ボランティアと救急救命士によるAED隊が配備され、実際に路上で倒れた2名のランナーの命を救った。このうちゴール直前で倒れた1名については大会に一般参加者として走行中の横浜市保土ヶ谷消防署の消防司令補が陣頭指揮に当たり救命活動に従事、このことを報じた神奈川新聞2007年2月20日付朝刊記事と、これにコメントを寄せた大学生が日本新聞協会主催の「ハッピーニュース2006」大賞を受賞、同時に当日人命救助に携わった消防署員が2006年の「ハッピーニュースパーソン」として表彰された。その後、一時は心肺停止となったこのランナー2名は、元気に職場へ復帰することができた。

### 東京大マラソン祭り
東京マラソンとの連動企画として、イベント「東京大マラソン祭り」が実施された。
地元応援イベント・拠点イベント・公募・学生等イベントなどに区分され、コース沿道の各所においてランナーの通過に合わせた時間帯に屋台村や応援ウォーク、和太鼓や吹奏楽の演奏や東京よさこいなど都内20か所以上で応援イベントが挙行される。第1回大会では沿道の応援と合わせて178万人の人出となった（観衆138万人、イベント参加者数40万人）。

## テレビ・ラジオ中継
2007年大会はフジテレビ系列・ニッポン放送で放送された。前身の一つである東京国際マラソンがフジテレビ系と日本テレビ系により隔年でテレビ放送されていたものを継続するもの（2006年の東京国際マラソンは日本テレビが中継を担当）。フジテレビに関連する衛星放送であるBSフジでも放送された（放送日はいずれも2007年2月18日）。
いずれも選考会の部を中心に中継され、一般ランナーについてはほとんど取り上げられなかった（翌年以降は一般ランナーの部についても関東ローカル・衛星放送限定で放送が行われている）。
テレビ（地上波）
フジテレビ系列「東京メトロスポーツスペシャル 東京マラソン2007」9:00-11:40（生中継）
衛星放送 (BS)
BSフジ「東京メトロスポーツスペシャル 東京マラソン2007」16:00-18:40（地上波中継の録画放送）
ラジオ
ニッポン放送「アミノバリューpresentsニッポン放送スポーツスペシャル東京マラソン2007実況中継」9:00-12:00（生中継）

## ネット・モバイル配信
フジテレビは東京マラソンの全完走ランナー（7時間以内）のゴールシーンをインターネット動画配信を駆使して“録画中継”した。PCは10分刻みで順次公開、モバイルは2分刻み（公開までに多少の時間がかかる）。無料配信（モバイルはパケット使用料が必要）。配信中は約100万アクセスが殺到し、概ね好評だった模様。なお、この動画映像はスカイパーフェクTV!のチャンネル・フジテレビ739にて2007年12月30日に『～頑張ったあなたへ～東京マラソン2007 制限時間7時間のゴールシーン全部見せます!』と題してテレビ放送もされた。

## 優勝者
※優勝者の氏名・国籍・所属は当時のものである。また、同時開催された 10km競技はコースが国際陸連の基準を満たしていないため公認記録とはならない。
| 部門               | 氏名               | 国籍・所属                           | 記録          | 備考             |
| ------------------ | ------------------ | ------------------------------------ | ------------- | ---------------- |
| マラソン男子       | ダニエル・ジェンガ | ケニア・ヤクルト                     | 2時間9分45秒  |                  |
| マラソン女子       | 新谷仁美           | 日本・豊田自動織機                   | 2時間31分1秒  | 初マラソン初優勝 |
| マラソン車いす男子 | 副島正純           | 日本・シーズアスリート               | 1時間32分21秒 |                  |
| 10km男子一般       | 西郷祐一郎         | 日本                                 | 0時間33分14秒 |                  |
| 10km女子一般       | Greta Truscott     | オーストラリア                       | 0時間37分46秒 |                  |
| 10km車いす男子     | 松浦辰雄           | 日本・福島県身体障害者陸上競技連盟   | 0時間26分23秒 |                  |
| 10km車いす女子     | 藤田道子           | 日本・宮城車いすマラソンクラブ       | 0時間29分23秒 |                  |
| 10km視覚障害男子   | 石井勝己           | 日本・植村整形外科                   | 0時間49分47秒 |                  |
| 10km視覚障害女子   | 坂下佐代子         | 日本・ジョギング同好会やじろべー     | 1時間04分53秒 |                  |
| 10km知的障害者男子 | 大久保健史         | 日本・葛飾養護学校陸上部OB会         | 0時間39分18秒 |                  |
| 10km知的障害者女子 | 山中のぞみ         | 日本・松戸ジョイフルランニングクラブ | 0時間49分12秒 |                  |
| 10km移植者男子     | 守屋英海           | 日本                                 | 0時間46分10秒 |                  |
| 10km移植者女子     | 石川友子           | 日本                                 | 1時間09分48秒 |                  |

## 協賛団体

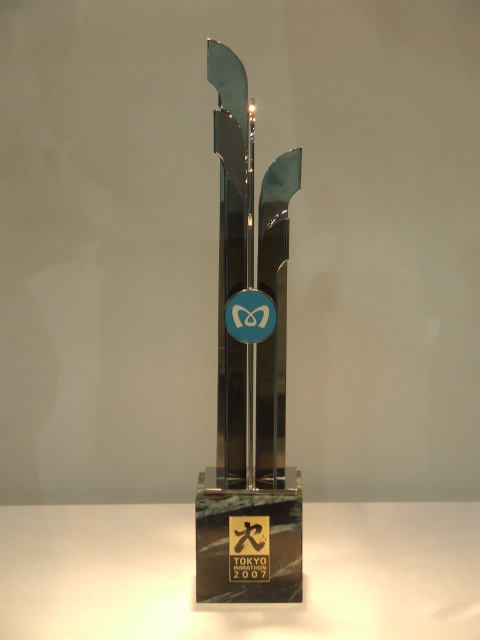
東京マラソンのトロフィー（東京メトロ贈呈）

### 特別協賛
- 東京メトロ

### 協賛
- スターツ/スターツグループ
- アシックス
- 大塚製薬（アミノバリュー）
- トヨタ自動車
- セイコー
- コナミスポーツ&ライフ
- JTB
- セブン-イレブン
- 東京ビッグサイト

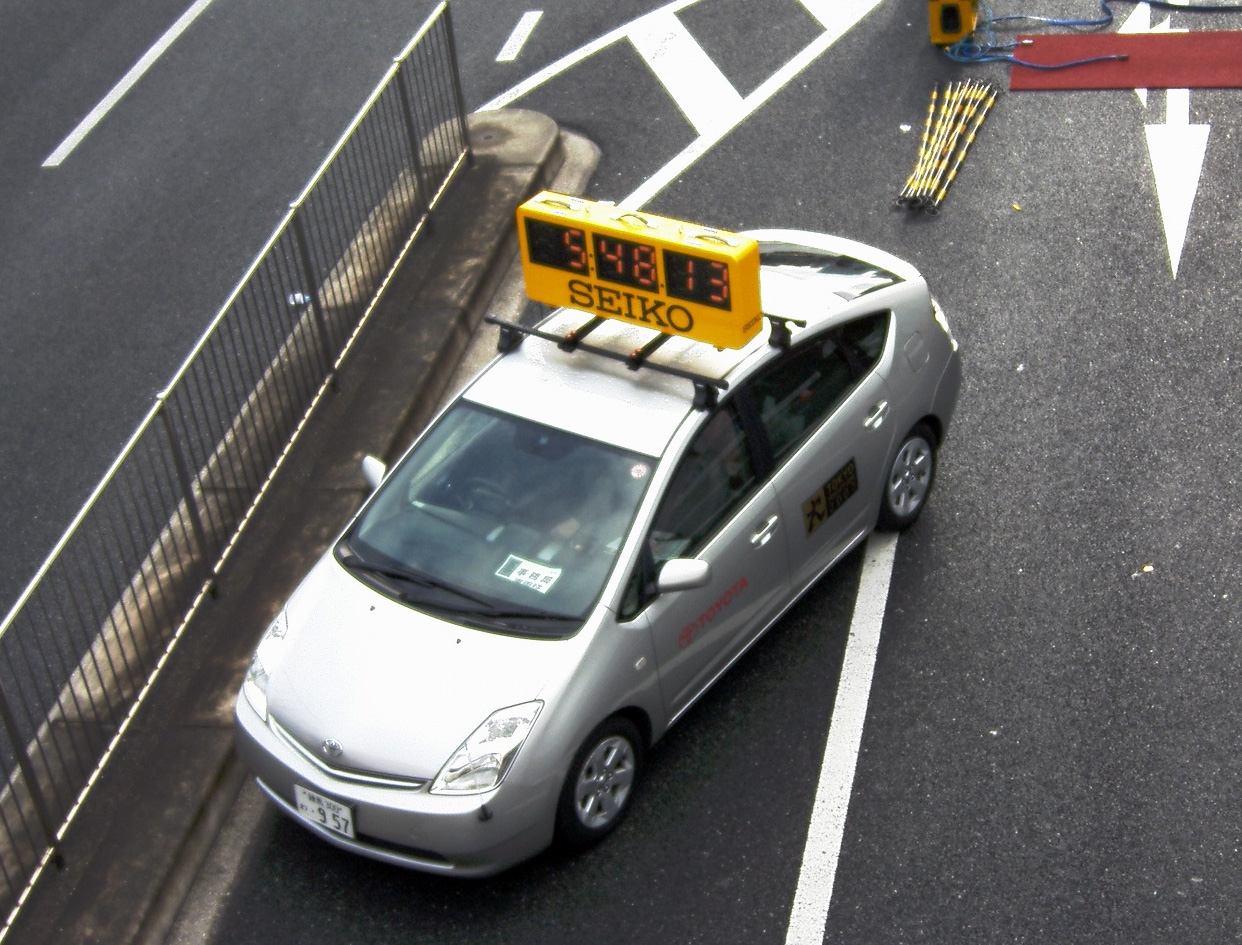
トヨタから提供の車両とセイコーの公式記録時計　開始から5時間48分13秒を表示

- フォトクリエイト（オールスポーツコミュニティ）

### 協力
- 田中貴金属工業（トロフィー製作）
- 日本光電
- はとバス

### 特別支援
- 笹川スポーツ財団

### 警備

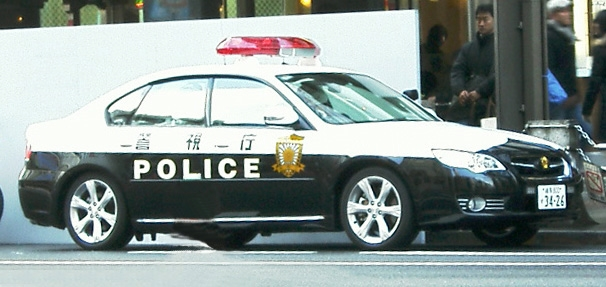
東京マラソンの警備業務に配属された警視庁のパトカー

- 警視庁

東京マラソンの警備を担当した警視庁は約5,000人の人員を配置して約7時間に及ぶ公道の規制・封鎖による警備を行なった。
2007年2月18日から車両の両サイド・後部バンパーにPOLICEと反射シールが貼られた新エンブレムのパトカーが正式採用され、東京マラソンが初の警備業務になった。

## エピソード

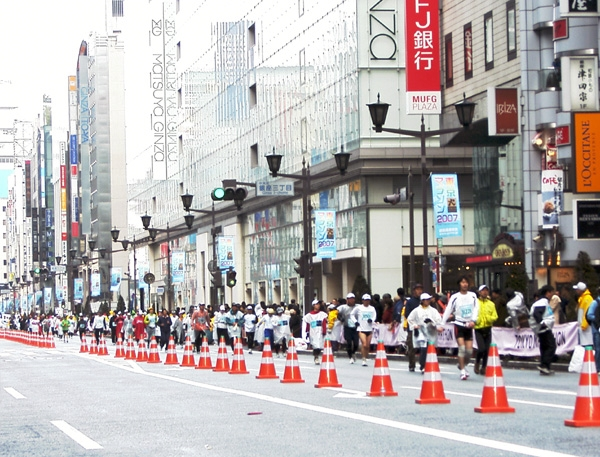
2007年第1回東京マラソン 銀座付近を走る市民ランナー

- バルセロナオリンピックの銀メダリストである有森裕子の引退レースとなった。23キロ付近の日本橋で他のランナーと接触し、転倒してゼッケンが外れ、出血するほどの怪我を負うも再び立ち上がり、沿道の声援に押されて最後まで走り切って、合掌しながら選手生活最後のゴールを飾った[6]。なおこの際、早田俊幸が伴走を担当し、有森とほぼ同タイムでゴールしている。
- 都心の公道を使った市民マラソンとして開催を決断し、自らスターターを務めた石原慎太郎東京都知事は、参加した市民ランナー達から口々に「ありがとう!」の言葉をかけられ、スタート台の上で思わず涙を流した。「涙が出たねえ。こんなに『ありがとう』と言われたことはない」とコメント。この日はどこに行っても「ありがとう」を連発していたという[7]。なお、第2回大会でも沿道へ応援にでた石原に対してランナーが口々に「ありがとう」「続けてくれ」と叫びながら握手を求める様子が実況中継で放送された。
- タレントの石原良純が第1回大会でフジテレビのスペシャルサポーターとして現場でのレポートと選手などへのインタビューを担当したが、石原良純はフジテレビの広報ページでのインタビューで、今回の出演を依頼される以前に父である石原都知事から「何かあったら広報として力を貸してくれ。頼むよ。」と言われていたことを明らかにしている。[8]都知事が良純に協力を依頼した後にフジテレビ出演が決まったことから、石原都知事の身内である石原良純のレポーター起用に関して、都知事がフジテレビの番組運営に影響力を行使したのではないか、として週刊朝日（平成19年3月9日号）誌上において、疑問の声が提示された。なお、フジテレビ側や石原良純の所属事務所は、その関連性を明確に否定するコメントを出している。
- 浅野史郎元宮城県知事はジョギング愛好家であり、今回の東京マラソンに参加申し込みをしたが、抽選に漏れてしまった。「テレビで都庁前から出発していく3万人のランナーの姿を見ていたら、やっぱりうらやましかった」と、自らのWEBサイト『夢らいん　ジョギング日記』で感想を公開している。一方、鈴木宗男衆議院議員は抽選の結果、当選して一般ランナーとして出場し、59歳ながら4時間7分40秒で完走した。その後、ランナー姿のまま車で空港に直行し、その日の18時には北海道で行われた会合に参加した[9]。
- 大会当日は雪が舞うほどの悪天候となり、寒さのために栄養補給するためのバナナが品切れになり、トイレに行列ができる事態となった。これを受けて、2008年大会ではバナナ2倍、トイレ1.5倍に拡充することになった。